# حزب الشعب الاشتراكي (الدنمارك)
حزب الشعب الاشتراكي (بالدنماركية: Socialistisk Folkeparti, SF) هو حزب سياسي اشتراكي دنماركي.

## إيديولوجية الحزب
القاعدة الأيديولوجية لـ حزب الشعب الاشتراكي هي الاشتراكية، المستوحاة من السياسة الخضراء (أي السياسة الصديقة للبيئة) والاشتراكية الديمقراطية.  يرى الحزب أن الدنمارك الاشتراكية الديمقراطية هي الهدف النهائي لسياساته. الحزب مؤيد قوي للنسوية (بمعنى المساواة بين الجنسين) وحقوق الإنسان وحقوق الأقليات والديمقراطية. قضية مهمة خلقت انقسامات داخل الحزب، هي الاتحاد الأوروبي. تاريخياً ، كان الحزب متشككاً للغاية في أوروبا موحدة، ولكن خلال التسعينيات، عندما بدأ الاتحاد الأوروبي في تنفيذ سياسات موجهة نحو التنمية الإقليمية وحماية البيئة والحماية الاجتماعية ، أصبح توجه الحزب أكثر إيجابية بشأن الاتحاد الأوروبي. في عام 2004، تحول الحزب إلى موقف الحزب ليكون أكثر تأييدًا لأوروبا. من القضايا المهمة الأخرى بالنسبة للحزب هي العولمة التضامنية، وفي هذا الشأن يسعى الحزب إلى إصلاح منظمة التجارة العالمية ، وكذلك حماية البيئة، ودعم النسوية.

## علاقة الحزب بالأحزاب الأخرى
يتمتع الحزب الاشتراكي بعلاقات جيدة مع الحزب الاجتماعي الليبرالي والديمقراطيين الاجتماعيين، اللذين كان لهما تعاون مشترك في الماضي في حكومات الأقليات بدعم خارجي من قبل حزب الشعب الاشتراكي، كما هو الحال الآن.

## مشاركة الحزب في المنظمات الدولية
حزب الشعب الإشتراكي عضو في تحالف الشمال الأخضر اليساري وحزب الخضر الأوروبي. من 1979 حتي 1989، جلس أعضاء الحزب في البرلمان الأوروبي مع المجموعة الشيوعية والحلفاء. من 1989 حتى 1994، كان عضو البرلمان الأوروبي الوحيد من الحزب عضوًا في المجموعة البرلمانية لليسار الأوروبي المتحد. من 1994 حتى 1999، جلس عضو البرلمان الأوروبي الوحيد في المجموعة الخضراء. بين عامي 1999 و 2004 ، جلس عضو البرلمان الأوروبي الوحيد في مجموعة اليسار الأوروبي المتحد / اليسار الأخضر الشمالي. بعد انتخابات 2004، اختارت مارجريت أوكين، العضوة الوحيدة للحزب في البرلمان الأوروبي الوحيدة وبشكل مثير للجدل، الجلوس في مجموعة تحالف الخضر-أوروبا الحرة. في عام 2014 أصبح الحزب الاشتراكي عضوًا كاملًا في خضر عالميون Global Greens.

## نتائج الانتخابات (1960-2022)

### البرلمان
| سنة                       | الأصوات | %         | مقاعد    | +/-      | حكومة                 |
| ------------------------- | ------- | --------- | -------- | -------- | --------------------- |
| 1960                      | 149,440 | 6.1 (#4)  | 11 / 179 | غير متاح | معارضة                |
| 1964                      | 151,697 | 5.8 (#4)  | 10 / 179 | 1        | معارضة                |
| 1966                      | 304,437 | 10.9 (#4) | 20 / 179 | 10       | دعم خارجي (1966-1967) |
| 1966                      | 304,437 | 10.9 (#4) | 20 / 179 | 10       | المعارضة (1967-1968)  |
| 1968                      | 174,553 | 6.1 (#5)  | 11 / 179 | 9        | معارضة                |
| 1971                      | 262,756 | 9.1 (#5)  | 17 / 179 | 6        | دعم خارجي             |
| 1973                      | 183,522 | 6.0 (#7)  | 11 / 179 | 6        | معارضة                |
| 1975                      | 150,963 | 5.0 (#7)  | 9 / 179  | 2        | دعم خارجي             |
| 1977                      | 120,357 | 3.9 (#6)  | 7 / 179  | 2        | معارضة                |
| 1979                      | 187,284 | 5.9 (#5)  | 11 / 179 | 4        | دعم خارجي             |
| 1981                      | 353,373 | 11.3 (#3) | 21 / 179 | 10       | معارضة                |
| 1984                      | 387,122 | 11.5 (#4) | 21 / 179 | 0        | معارضة                |
| 1987                      | 490,176 | 14.6 (#3) | 27 / 179 | 6        | معارضة                |
| 1988                      | 433,261 | 13.0 (#3) | 24 / 179 | 3        | معارضة                |
| 1990                      | 268,759 | 8.3 (#4)  | 15 / 179 | 9        | معارضة                |
| 1994                      | 242,398 | 7.3 (#4)  | 13 / 179 | 2        | دعم خارجي             |
| 1998                      | 257,406 | 7.6 (#4)  | 13 / 179 | 0        | دعم خارجي             |
| 2001                      | 219,842 | 6.4 (#5)  | 12 / 179 | 1        | معارضة                |
| 2005                      | 201,047 | 6.0 (#6)  | 11 / 179 | 1        | معارضة                |
| 2007                      | 450,975 | 13.0 (#4) | 23 / 179 | 12       | معارضة                |
| 2011                      | 326,082 | 9.2 (#5)  | 16 / 179 | 7        | التحالف (2011-2014)   |
| 2011                      | 326,082 | 9.2 (#5)  | 16 / 179 | 7        | دعم خارجي (2014-2015) |
| 2015                      | 148,027 | 4.2 (#8)  | 7 / 179  | 9        | معارضة                |
| 2019                      | 272,093 | 7.7 (#5)  | 14 / 179 | 7        | دعم خارجي             |
| 2022                      | 293,186 | 8.3 (#4)  | 15 / 179 | 1        | يُعلن لاحقًا            |
| المصدر: معلومات فولكتينغز |         |           |          |          |                       |